# Ted Forrest
Ted Forrest (Syracuse, 24 settembre 1964) è un giocatore di poker statunitense.

## Carriera
Specializzato principalmente nel cash game, può tuttavia vantare molte vittorie di rilievo nei tornei live. In carriera ha infatti vinto 6 braccialetti delle WSOP, di cui 3 nell'edizione 1993. Alle World Series of Poker ha collezionato in totale 28 piazzamenti a premi tra il 1993 ed il 2014.
Nel 2006 vinse National Heads-Up Poker Championship con un premio di $500.000.
Nel 2007 ha vinto un titolo del World Poker Tour al $9.600 WPT Championship Event No Limit Hold'em, vincendo $1.100.000.
Le sue vincite totali sono di oltre $6.200.000.
Condivide con Puggy Pearson, Phil Hellmuth, Jeff Lisandro e Phil Ivey il record di tre braccialetti vinti in una singola edizione WSOP.

## Titoli WPT
| Anno | Torneo                                                  | Premio     |
| ---- | ------------------------------------------------------- | ---------- |
| 2007 | $9.600 + $400 WPT Championship Event - No Limit Hold'em | $1.100.000 |

## Braccialetti delle WSOP
| Anno | Torneo                   | Premio (US$) |
| ---- | ------------------------ | ------------ |
| 1993 | $1.500 Seven Card Razz   | $78.400      |
| 1993 | $1.500 Omaha 8 or better | $120.000     |
| 1993 | $5.000 Seven Card Stud   | $114.000     |
| 2004 | $1.500 Seven Card Stud   | $111.440     |
| 2004 | $1.500 No Limit Hold'em  | $300.300     |
| 2014 | $1.500 Seven Card Razz   | $121.196     |